# День Победы (пісня)
«День Победы» (укр. День Перемоги, інципіт «День Победы, как он был от нас далёк…», укр. «День Перемоги, як він був від нас далекий...») — пісня композитора Давида Тухманова на слова Володимира Харитонова про День Перемоги. Неодмінний знаковий атрибут урочистостей з приводу 9 травня — Дня Перемоги в німецько-радянській війні переважно в Росії, але також у деяких країнах СНД.
Стройова пісня в радянській і російській армії. Широку популярність здобуло також аранжування музичної композиції у вигляді урочистого маршу для духового оркестру.

## Історія пісні

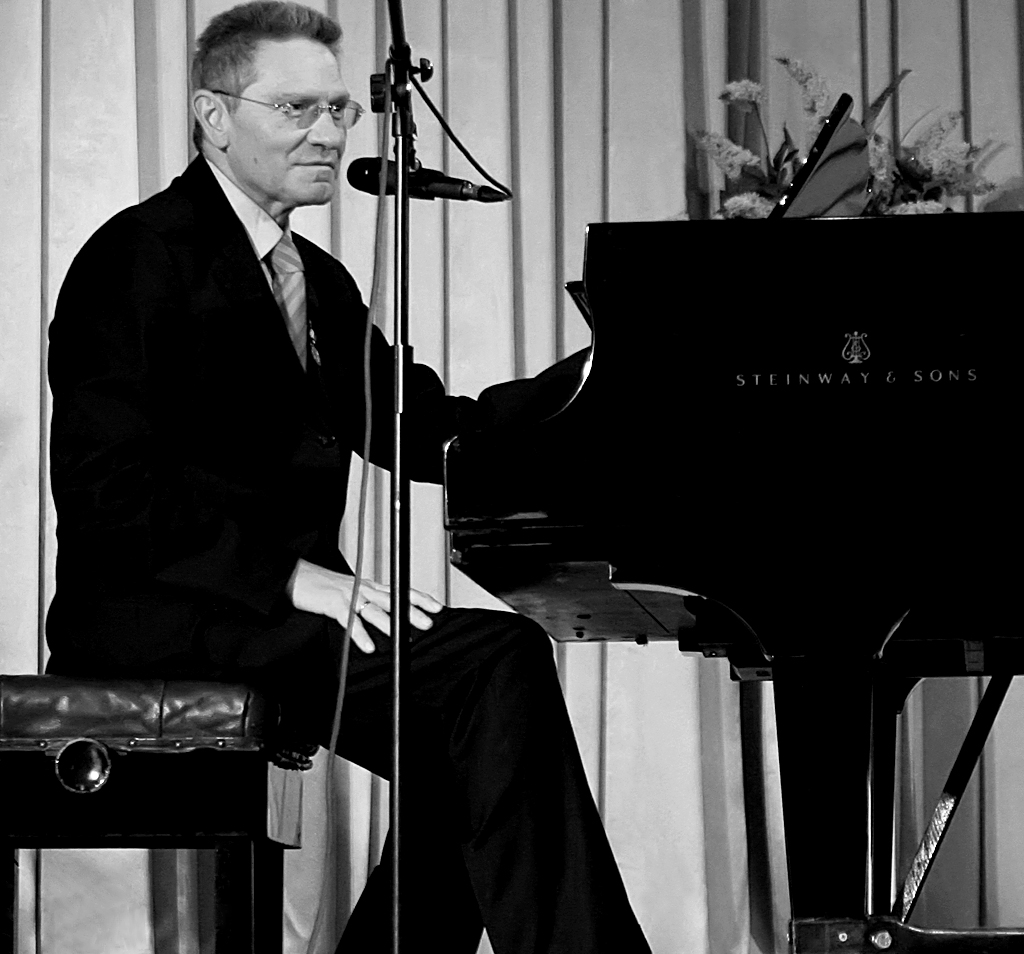
Давид Тухманов. 2007

У березні 1975 року поет Володимир Харитонов звернувся до Давида Тухманова з пропозицією створити пісню, присвячену Великій Вітчизняній війні. Країна готувалася до 30-річчя перемоги, і в Спілці композиторів СРСР був оголошений конкурс на кращу пісню про війну.
Буквально за кілька днів до закінчення конкурсу Харитонов передав свої вірші співавтору. Тухманов дуже швидко написав музику, і пісня встигла прозвучати на останньому прослуховуванні конкурсу. Її виконала дружина Тухманова, поетеса і співачка Тетяна Сашко.
Але ніякого місця пісня «День Перемоги» не зайняла. Прослуховування пісні викликало болісно гостру реакцію старших колег Тухманова, проти пісні прозвучали різкі висловлювання, про що незабаром стало відомо на Держтелерадіо.
За спогадами Юрія Костянтиновича Захарова, одного із засновників вокально-інструментального ансамблю «Лийся, пісня», «в березні 1975 року Давид Федорович Тухманов приніс свою нотну партитуру з начерками аранжування майбутнього твору „День Перемоги“, яка потім була доопрацьована спільно з музикантами „Лийся, пісня“ і практично відразу, в березні, записана в Московському» Будинку радіо". А в травні 1975 року пісня прозвучала в ефірі на радіостанції у виконанні вокально-інструментального ансамблю «Лийся, пісня».
За спогадами сучасників, причина була в музиці і її автора. Якщо поет Харитонов був фронтовиком, ветераном війни, пісні на його вірші ще в 1950-ті роки писали увінчані лаврами композитори (Анатолій Новиков, Вано Мураделі і інші), то композитор Тухманов був молодим автором, відомим в першу чергу естрадними шлягерами. В ті часи музичну політику держави визначало керівництво Спілки композиторів — в основному це були люди похилого віку (правда, тодішній голова правління Союзу композиторів РРФСР Родіон Щедрін, 1932 року народження, старше Тухманова всього лише на вісім років). Вік в 30 з невеликим років тоді вважався «незрілим». На думку керівництва Союзу композиторів, а також теле- і радіоначальніков, Тухманов не міг відповідати статусу учасника пісні державного масштабу. [джерело не вказане 4968 днів] Хоча Тухманов уже створив хіти «Остання електричка», «Ці очі навпроти», «Білий танець», «Пісенька про шевця», «Я люблю тебе, Росія», «Гуцулочка», «Моя адреса — радянський Союз», «Який прекрасний цей світ» і багато інших, у нього ще не було ніяких звань і регалій, крім премії Московського комсомолу. І тому Давид, закінчивши Гнесінське училище, маючи диплом професійного композитора і написавши три десятка популярних пісень, тільки в 1973 році був прийнятий до Спілки композиторів.
Був і другий «мінус» — в музиці пісні «День Перемоги» були почуті синкопа і елементи чи то танго, чи то фокстроту. Не влаштовували і сучасні методи оркестровки (наприклад, використання бас-гітари)[джерело не вказане 4968 днів]. В результаті пісню не пропускали в ефір — ні на радіо, ні на телебаченні.
Леонід Сметанников виконав пісню на зйомках передачі «Блакитний вогник» напередодні 9 травня 1975 року. Це виконання викликало масу захоплених листів, але довго так і залишалося єдиним виконанням в ефірі. За твердженням музичного журналіста Миколи Фанєєва, першим телеефіром пісні стало виконання ВІА «Лийся, пісня».

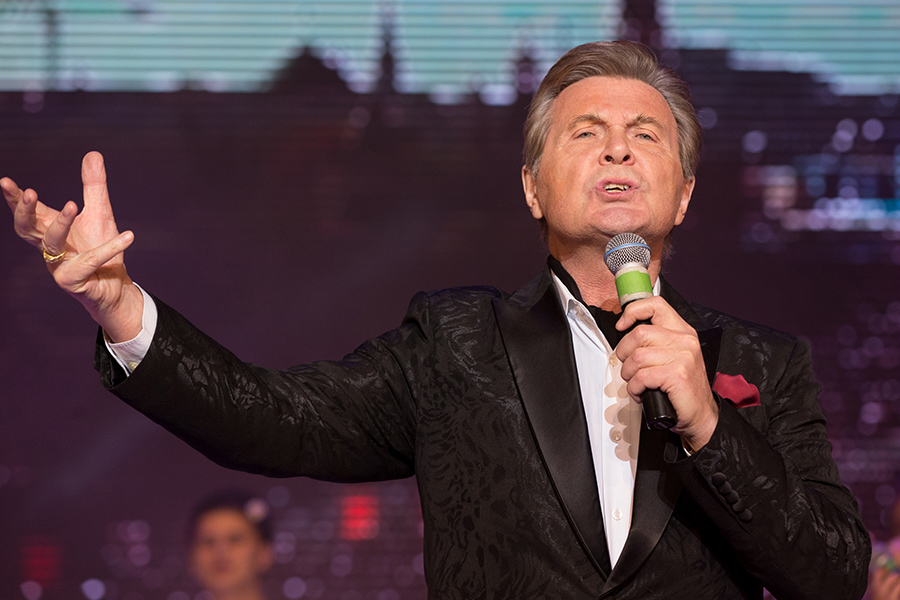
Лев Лещенко виконує пісню
«День Перемоги», 2016 рік

Лише в листопаді 1975 року на концерті, присвяченому Дню міліції, Лев Лещенко виконав «День Перемоги» в прямому ефірі. Публіка відразу прийняла пісню, і «День Перемоги» був виконаний ще раз на «біс». Після цього пісню стала співати вся країна. Пісня стала лауреатом фестивалю «Пісня-75». Після цього протягом всього 1976 року на Держтелерадіо приходило безліч листів з проханням повторити цю пісню, що і було зроблено на фестивалі «Пісня-76».
Серед інших виконавців «Дня Перемоги» — Йосип Кобзон, Муслім Магомаєв, Юрій Богатиков, Юрій Гуляєв, Едіта П'єха та навіть ВІА «Лийся, пісня» (зберігся рідкісний концертний запис).
Існує також польська версія пісні (пол. Dzień Zwycięstwa в перекладі Віктора Максимкіна (Wiktor Maksymkin), що виконувалася Центральним художнім ансамблем Війська Польського під час фестивалю солдатської пісні в місті Колобжег. На цьому фестивалі, в 1981 році, також виконали польсько-російську версію.
У 2016 році пісня «День Перемоги» у виконанні Льва Лещенка стала переможцем XI Всеросійського фестивалю «Катюша» у спеціальній номінації «Зірка Росії», як найкраща пісня про Велику Вітчизняну війну.

## Про пісню
Текст пісні

Музика Давида Тухманова

Слова Володимира Харитонова

День Победы, как он был от нас далёк,

Как в костре потухшем таял уголёк.

Были вёрсты, обгорелые, в пыли, —

Этот день мы приближали как могли.

Припев:
Этот День Победы

Порохом пропах,

Это праздник

С сединою на висках.

Это радость

Со слезами на глазах.

День Победы!

День Победы!

День Победы!
В результаті проведеного в 2015 році журналом «Російський репортер» соціологічного дослідження, текст «Дня перемоги» посів п'яте місце в хіт-параді найпопулярніших в Росії віршованих рядків, що включає, серед іншого, російську та світову класику .
У пісні згадується мартенівська піч як символ важкої промисловості, яка була особливо важлива для СРСР під час Великої Вітчизняної війни.

## Перші виконавці
- 1975 — Тетяна Сашко, дружина композитора Давида Тухманова
- 1975, 8 травня — Двічі Червонопрапорний Академічний ансамбль пісні і танцю Російської Армії імені А. В. Александрова (соліст — Едуард Лабковський) — перше виконання в концертній програмі до ювілею Перемоги
- 1975, 9 травня — Леонід Сметанников — перший ефір пісні в святковому випуску передачі «Блакитний вогник»
- 1975, 10 листопада — Лев Лещенко — виконання в концерті, присвяченому Дню міліції
- 1975 — Лев Лещенко — виконання в концерті «Пісня-75». Пісня стає лауреатом фестивалю 1975 і 1976 років
- 1976 — фільм «Ати-бати, йшли солдати»